# فيليب أوكسلي
فيليب أوكسلي (7 أبريل 1965 بريدنغ في المملكة المتحدة - )  (بالإنجليزية: Philip Oxley)‏ هو لاعب كريكت بريطاني. لعب مع Berkshire County Cricket Club ‏.